# Stéphane Louryan
Stéphane Louryan, est un médecin, anatomiste et radiologue belge.

## Biographie
Professeur émérite d'anatomie humaine à l'ULB, il a enseigné aussi l'embryologie humaine à la faculté de médecine de l'ULB et à la Haute école libre de Bruxelles - Ilya Prigogine. Il est retraité depuis septembre 2023, mais poursuit des tâches d'enseignement et de recherche. 
Stéphane Louryan effectue  ses études secondaires à l'athénée Royal d'Ixelles. Il poursuit des études de médecine à l'ULB et devient docteur en Médecine, Chirurgie & Accouchements en 1983. En 1992, il présente sa thèse intitulée « Étude du développement normal et anormal des osselets de l'ouïe et son intérêt pour la compréhension de la genèse des malformations de l'oreille moyenne dans l'espèce humaine ».
Il est le coauteur de plusieurs ouvrages d'imagerie et de neuro-imagerie, et auteur de plusieurs livres de vulgarisation dans les champs de l'embryologie et de l'anthropologie. 
Ses recherches portent principalement sur le développement maxillo-facial de l'embryon, ainsi que sur le devenir des crêtes neurales. Ses publications couvrent également l'archéologie. 
Louryan est membre titulaire de l'Académie royale de médecine de Belgique depuis le 24 novembre 2001, président du Collège d'enseignement post-universitaire en radiologie (CEPUR). Au sein de l'ULB, il est membre du Laboratoire d'Anatomie, de Biomécanique et d'Organogenèse, qu'il dirigea entre 2014 et 2023 (LABO),.